# ألثيا لورين
ألثيا لورين (مواليد 1 سبتمبر 2001) هي لاعبة تايكوندو فرنسية، حصلت على الميدالية البرونزية في وزن 67 كجم في أولمبياد 2020.

## وصلات خارجية
- ألثيا لورين على موقع TaekwondoData.com (الإنجليزية)
- ألثيا لورين على موقع اللجنة الأولمبية الدولية (الإنجليزية)
- ألثيا لورين على موقع أوليمبيديا (الإنجليزية)
- ألثيا لورين على موقع اللجنة الأولمبية الفرنسية (مؤرشف) (الفرنسية)